# Studentische Direkthilfe Schweiz – Ungarn

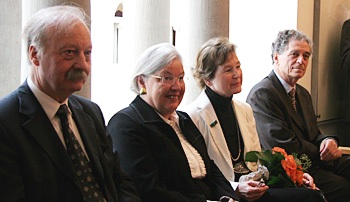
Alt-Bundesrätin Elisabeth Kopp und Lilian Jaeggi-Landolf, ehemalige Mitglieder der «Studentischen Direkthilfe Schweiz-Ungarn», zusammen mit Rektor Hans Weder (vorne) und dem früheren Prorektor Alexander Borbély anlässlich der Einweihungsfeier der Gedenktafel zum 50. Jahrestag des Ungarnaufstandes 1956 an der Universität Zürich. Inschrift der Gedenktafel: «Der Universität Zürich und dem Schweizervolk in Dankbarkeit von den geflüchteten ungarischen Studierenden nach dem gewaltsam unterdrückten Freiheitskampf in Ungarn im Jahre 1956»

Die Studentische Direkthilfe Schweiz – Ungarn (SDSU) war eine Schweizer  Organisation, die während des Ungarnaufstandes im Herbst 1956 von Zürcher Studenten gegründet wurde. Sie sammelte Geld und Sachspenden für die Bevölkerung in Ungarn und unterstützte geflüchtete ungarische Studenten, die in die Schweiz gelangten. Präsident der SDSU war der spätere SP-Nationalrat Walter Renschler.

## Hintergrund
Im Oktober 1956 kam es in Ungarn zum Volksaufstand, die Bevölkerung wehrte sich gegen die kommunistische Einparteiendiktatur und die massive Beschneidung ihrer Grundrechte. Nach einer Solidaritätskundgebung an der Universität Zürich wurde am 29. Oktober 1956 der Verein Studentische Direkthilfe Schweiz – Ungarn (SDSU) von Studenten der ETH Zürich und der Universität Zürich gegründet. Die SDSU hatte den Zweck, den Studenten in Ungarn und dem ungarischen Volk jede mögliche Unterstützung auf schnellstem Weg zukommen zu lassen. Dazu wurden Geld, hochwertige Nahrungsmittel und Medikamente gesammelt.

## Hilfsgüterlieferungen
Die gesammelten Hilfsgüter wurden von Vertretern der SDSU in mehreren Direkttransporten über Wien nach Ungarn gebracht, zum ersten Mal am 30. Oktober 1956. Obwohl Ungarn ab dem 4. November wieder unter kommunistischer Herrschaft stand, führte die SDSU noch drei von den Behörden genehmigte Hilfsgüterlieferungen nach Budapest durch. Da es aber vermehrt zu Komplikationen mit den ungarischen Behörden kam und die SDSU befürchtete, dass ihre Hilfsgüter nicht mehr bei den bedürftigen Menschen ankommen würden, wurden die Direkttransporte nach Ungarn im Frühjahr 1957 eingestellt.

## Flüchtlingshilfe der SDSU
Als Folge der gewaltsamen Niederschlagung des Ungarnaufstandes durch die Sowjetunion, setzte ein massiver Flüchtlingsstrom ein. Über 250'000 Ungarn verliessen ihr Land. Die Schweiz nahm rund 14'000 dieser Flüchtlinge auf. Die SDSU beteiligte sich zunächst am Transport von Flüchtlingen aus Österreich in die Schweiz. Am 29. November 1956 wurde die SDSU von der Eidgenössischen Polizeiabteilung beauftragt, sämtliche in die Schweiz gelangten ungarischen Studenten zu registrieren und zu betreuen. Die rund 350 ungarischen Studenten wurden in einem Zentrallager in Zürich aufgenommen und danach auf die neun Schweizer Hochschulen verteilt. Um den Übertritt an die Hochschulen zu erleichtern, bot die SDSU Sprachkurse an und unterstützte die Studenten bei der Wohnungssuche.

## Das Ende der SDSU
Die Studentische Direkthilfe Schweiz – Ungarn wurde nach der Registrierung und Unterbringung der ungarischen Studenten per 30. April 1957 aufgelöst. Die weitere Betreuung der Studenten übernahm die Hilfsaktion für Flüchtlingsstudenten in der Schweiz.